# Baureihenschema der Schwedischen Staatsbahnen
Das Baureihenschema der Schwedischen Staatsbahnen gibt einen Überblick über die Bezeichnung der schwedischen Triebfahrzeuge und Wagen, die von der Staatsbahn beschafft oder von ihr eingesetzt wurden.

## Vorgeschichte

Zeichnung eines Lokschildes der Sveriges Statsbanor

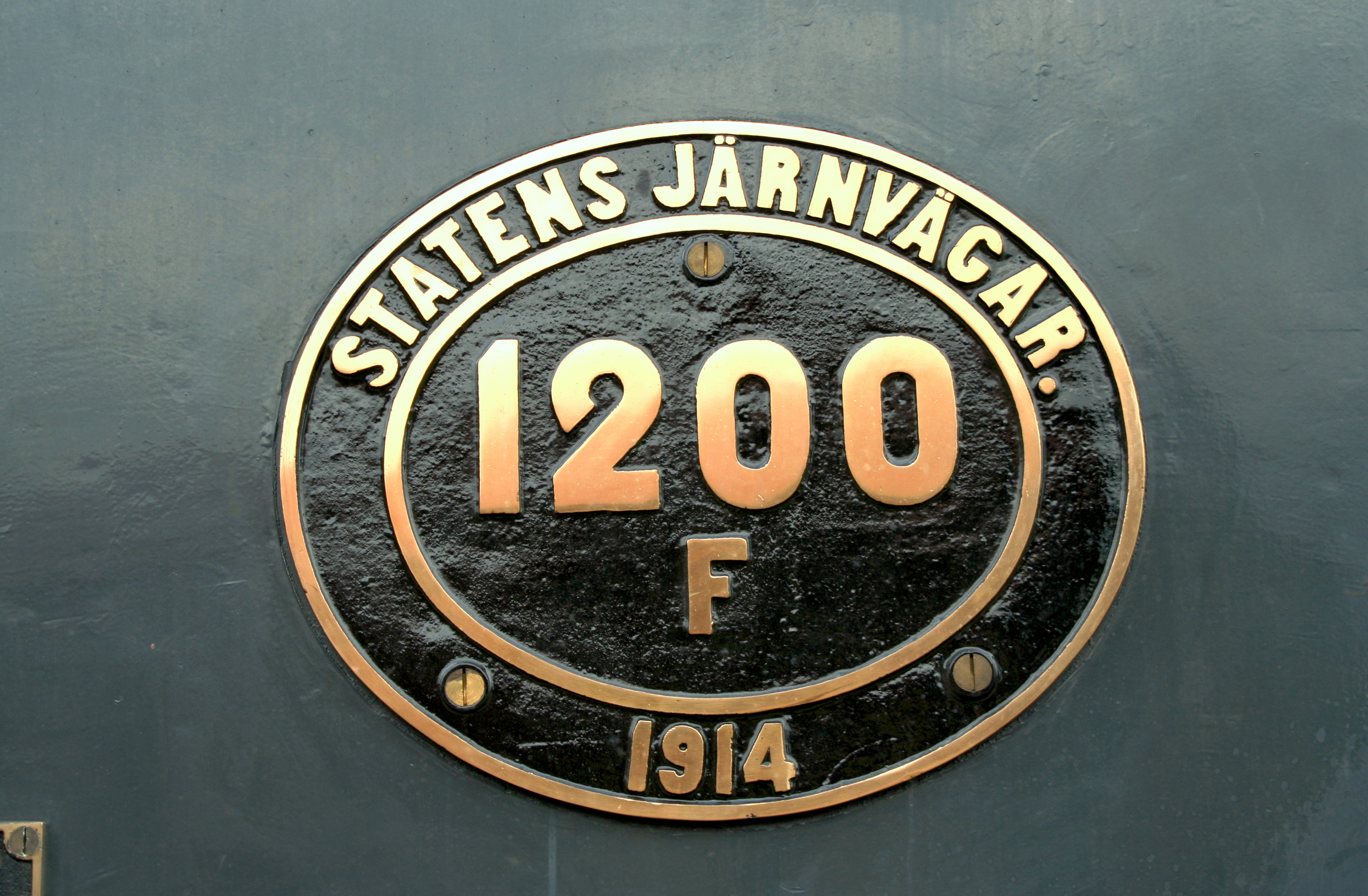
Lokschild einer Lokomotive der Statens Järnvägar

Der schwedische König Oskar I. hatte während der Amtsperiode des Reichstages 1853–1854 diesem vorgeschlagen, Stammbahnen, also Hauptstrecken durch das Land, nur vom Staat errichten zu lassen. Andere Strecken sollten auf Privatinitiative mit staatlicher Unterstützung gebaut werden. Die Stammbahnen sollten aus militärischen Gründen nicht an der Küste entlangführen. Dort sollten Dampfschiffe deren Transportaufgaben übernehmen.
Am 22. Januar 1855 wurde der Ingenieur Nils Ericson beauftragt, Stammbahnen anzulegen und diese nach der Eröffnung zu betreiben. Ericson erhielt dazu den Leitungsposten einer 1856 dafür eingerichteten Behörde, dem „Styrelsen för statens järnvägsbyggnader“ (deutsch in etwa: „Amt für staatlichen Eisenbahnbau“).
Nils Ericson überführte in dieser Position 1863 die Verkehrsaufgaben auf „Styrelsen för statens järnvägstrafik“ (deutsch in etwa: „Amt für staatlichen Eisenbahnverkehr“) mit einem Generaldirektor als Leiter. 1882 wurde „Statens järnvägsbyggnader“ dem „Väg- och vattenbyggnadsstyrelsen“ (deutsch in etwa: „Staatliche Weg- und Wasserbau-Behörde“) zugeordnet.
Am 1. Juni 1888 wurden „Styrelsen för statens järnvägsbyggnader“ mit „Styrelsen för statens järnvägstrafik“ zusammengeführt und bildeten das „Kungliga Järnvägsstyrelsen“ (deutsch „Königliches Eisenbahnamt“ oder „Königliche Eisenbahnbehörde“) für die Sveriges Statsbanor für das in der Union mit Norwegen vereinigte Schweden oder nach der Auflösung der Union ab 1905 für Statens Järnvägar in Schweden.

## Erste Bezeichnungen
Bei der Beschaffung von Triebfahrzeugen wurde diese in Schweden wie in vielen anderen Ländern anfangs mit Namen versehen. Die ersten 1856 gelieferten Lokomotiven waren die „Norden“, die „Sverige“ und die „Göteborg“, die von Beyer, Peacock & Co. in Manchester herstellt wurden.
Als die Stückzahlen größer und damit die Bezeichnung der Lokomotiven unübersichtlicher wurden, wurden die auf einer Bahnstrecke eingesetzten Lokomotiven 1864 mit Kennbuchstaben für die Strecke (WSB=Västra stambanan, SSB=Södra stambanan) und einer laufenden Nummer versehen.
Die Nummern wurden unabhängig vom Einsatzgebiet nur einmal vergeben. Dennoch war dieses System ebenfalls unbefriedigend, da die Bauart der Lokomotiven hinsichtlich ihrer Verwendung nicht erkennbar war.
Deshalb wurden 1876 Typenbezeichnungen für die unterschiedlichen Arten von Schienenfahrzeuge durch Kungliga Järnvägsstyrelsen, allgemein als Statens Järnvägar (SJ) bekannt, eingeführt.

## Dampflokomotiven
Für die Dampflokomotiven verwendeten die schwedischen Staatsbahnen eine aus einem Großbuchstaben (Littera) und der Betriebsnummer gebildeten Bezeichnung. Jeder Großbuchstabe entsprach mit einigen Ausnahmen einer bestimmten Bauart. Es wurden alle Buchstaben von A bis Ä benutzt, frei gewordene wurden an neue Lokomotivbauarten vergeben (als Beispiel: SJ A (I) = A (1863), erste Besetzung, SJ A (II) = A (1906), zweite Besetzung). Durch Umbauten entstanden zahlreiche Unterbauarten, die mit Kleinbuchstaben oder Zahlen gekennzeichnet wurden. So wurden aus der Reihe SJ A (II) verschiedene Lokomotiven durch Umbauten zur SJ A2, davon wieder welche zur SJ A3 und wiederum welche zur SJ A (III), so dass die Zuordnung in manchen Fällen nicht ganz einfach nachzuvollziehen ist.
Die Lokomotiven wurden entsprechend ihrer Beschaffung fortlaufend nummeriert und behielten diese Nummern während eines eventuellen Umbaus. Im Normalspurbereich wurden die Nummern 1 bis 1944 verwendet, wobei die letzten fünf Nummern 1940 bis 1944 für Ersatzkessel vergeben wurden. Wurden Lokomotiven infolge einer Übernahme einer Privatbahn im Rahmen der Eisenbahnverstaatlichung in Schweden in das System eingereiht, erhielten sie die nächsten freien Nummern. Kessel erhielten eigene Nummern.
Schmalspurlokomotiven sind mit
- p (pytteliten – deutsch „sehr schmal“) für 891 mm,
- t (tiosextiosju – deutsch „1067“) für 1067 mm und
- tu = für 1093 mm Spurweite gekennzeichnet.

Sie erhielten wie die Normalspurlokomotiven laufende Nummern: für die 891 mm-Lokomotiven wurde der Bereich von 3000 bis 3178 und für 1067 mm-Lokomotiven der Bereich von 4000 bis 4053 verwendet. Die meisten von ihnen kamen von übernommenen Privatbahnen.
Teilweise erhielten von Privatbahnen übernommene Lokomotiven in der Baureihenbezeichnung einen Herkunftshinweis. Dies waren jedoch Ausnahmen. Beispielhaft seien genannt:
- HSa bis HSd von der Härnösand-Sollefteå Järnväg.
- OKa bis OKf von der Ostkustbana.
- ÖCBa und ÖCBb von der Östra Centralbana.

Normalerweise wurden die übernommenen Lokomotiven in eine Baureihe ohne weiteren Hinweis einsortiert. Hier sei die Reihe „K..“ genannt, von der durch übernommene und umgebaute Lokomotiven rund 50 Varianten, teilweise als Tender-, aber auch als Schlepptenderlok, meist mit drei gekuppelten Achsen, existierten.
Ab 1886 wurden vereinzelt Typ-Änderungen vorgenommen, die zum Ziel hatten, die Ausnahmen im System Großbuchstabe = Bauart und Kleinbuchstabe = Unterbauart abzuschaffen. Dieses Ziel wurde nie erreicht.

## Baureihenbezeichnung für andere Triebfahrzeuge der SJ
Mit dem Aufkommen anderer Fahrzeugtypen wie Triebwagen oder Lokomotiven mit anderen Antriebsarten mussten ebenfalls Bezeichnungen eingeführt werden.
Die ersten elektrischen Lokomotiven wurden 1905 als „Versuchslok“ bezeichnet. Mit der Betriebsaufnahme auf der Bahnstrecke Luleå–Narvik erfolgte ab 1914 mit der Bezeichnung SJ O für die Serienlokomotiven die Einführung von Baureihen. Eine ähnliche Zuordnung erfolgte bei Triebwagen und Diesellokomotiven.
Der Buchstabe X wurde für Elektro- und Verbrennungsmotor-Triebwagen als 4- und 5-achsige Drehgestellwagen sowie für 2-, 3- und 4-achsige Wagen mit Achslager im Wagenhauptrahmen verwendet. In den späten 1930er Jahren und bis 1945 wurde weitere Buchstaben zur detaillierten Unterscheidung angewandt:
- a für Triebwagen mit Elektromotor
- b für Triebwagen mit Benzinmotor
- d für Triebwagen mit Dieselmotor
- g für Triebwagen mit Gasbetrieb

1939/1940 erfolgte eine grundlegende Überarbeitung des Bezeichnungssystems, wobei die Personenwagen mit einbezogen wurden.

## Bedeutung der Buchstaben (System 1939/1940)
Hauptbuchstabe:
- A = 1. Klasse
- B = 2. Klasse
- B = Elektrolokomotive mit zweiachsigen Drehgestellen
- C = 3. Klasse
- BC = Liegewagen oder Wagen 2./3. Klasse
- D = Postwagen
- D = Elektrolokomotive mit Kuppelstangen
- H = Elektrolokomotive mit zweiachsigen Drehgestellen und Mittelführerhaus
- M = Steuerwagen
- M = Elektrolokomotive mit dreiachsigen Drehgestellen
- R = Restaurant-/Buffet-Wagen
- R = Schnelle Elektrolokomotive mit zweiachsige Drehgestellen
- S = Speise-/Spezialwagen
- T = Diesellok
- U = Teil eines Triebzuges
- V = Kleine Diesellok oder Rangierlok
- WL = Schlafwagen
- X = Elektrischer Triebwagen oder Schienenbus
- Y = Dieseltriebwagen oder Schienenbus
- U = Rangiertraktor
- Z = Kleinlokomotiven
- Ö = Akkumulatorlokomotive

Zusatzbezeichnung für Unterbauarten:
- D = angepasst für den Verkehr in Deutschland
- E = angepasst für den Verkehr mit ERTMS
- K = angepasst für den Verkehr in Dänemark
- N = angepasst für den Verkehr in Norwegen
- P = ausgestattet für Betrieb bis 160 km/h
- o = Drehgestellwagen
- p = Spurweite: 891 mm
- t = Spurweite: 1067 mm
- tu = Spurweite: 1093 mm
- ö = Antrieb über Akkumulatoren

Beispiele:
- Zweiachsiger 1. Klasse-Wagen: A1, A5
- Drehgestellwagen 2. Klasse: Bo1, Bo5
- Drehgestellwagen 2./3. Klasse: BCo2, BCo7
- Schmalspuriger Schienenbus mit Dieselmotor, 1067 mm, 3, Klasse mit Drehgestellen: YCo4t
- Schienenbus mit Elektromotor, 2. Klasse, Drehgestelle: YBoa6, YBoa7
- Schienenbus mit Dieselmotor, 2. Klasse, Drehgestelle: YBo7, YBo8
- Elektrischer Triebwagen: Xa4
- Elektrischer Triebwagen mit Drehgestellen: Xoa7
- Beiwagen mit Drehgestellen, 3. Klasse: Cox7

Fast alle schweren Drehgestelltriebwagen mit Diesel- oder Benzinmotoren kamen von übernommenen ehemaligen Privatbahnen. Folgende Fahrzeuge wurden nach 1940 von der Staatsbahn übernommen oder waren in deren Besitz:
| Nummer   | Baureihe alt | Baureihe neu | Besonderes |
| -------- | ------------ | ------------ | --- |
| 5        | Xod4         | Xo1          | 1938 von Diesel Elektriska Vagn Aktiebolaget (DEVA) für Varberg–Borås–Herrljunga Järnväg (VBHJ) gebaut, Übernahmezeitpunkt unklar, 1946 an Sävsjöström–Nässjö Järnväg (SNJ) verkauft                                     |
| 6        | Xod5         | X6           | fünfachsig (Achsfolge A1A-2), 1932 mit Fabriknummer 49 von DEVA für Lysekils Järnväg (LyJ) gebaut, 200 PS, 2. und 3. Klasse sowie Gepäckraum und Toilette, 1944 an SNJ verkauft – Wagenkasten mit Holz-Paneel verkleidet |
| 13       | Xod1         | Xo2          | vierachsig, 1930 von Kockums für VBHJ gebaut, ab 1948 nicht mehr als Motorfahrzeug eingesetzt |
| 14       | Xod2         | Xo3          | vierachsig, 1930 von Kockums für VBHJ gebaut, ab 1948 nicht mehr als Motorfahrzeug eingesetzt |
| 15, 16   | Xod3         | Xo4          | vierachsig, 1938 von Linke-Hofmann für VBHJ gebaut, 1955 an SNJ verkauft |
| 17       | Xod4         | Xo1          | 1937 von DEVA für Uddevalla–Vänersborg–Herrljunga Järnväg (UVHJ) gebaut, 1955 an SNJ verkauft |
| 18       | Xomd1        |              | 1936 von Nydqvist och Holm gebaut, 1941 ausgemustert |
| 20       | Xod6         | Xo5          | 1935 von Kockums für Malmö–Ystads Järnvägsaktiebolag (MYJ) gebaut, 1955 an SNJ verkauft |
| 300      | Xog3         | Xo6          | 1931 von Hässleholms Mek Vst für Uppsala–Gävle Järnväg (UGJ) gebaut, 1955 ausgemustert |
| 308, 309 | Xog3         | Xo6          | 1925 von Hässleholms Mek Vst für UGJ gebaut, 1955 ausgemustert |

Zudem war ein Dampftriebwagen der Baureihe Xå vorhanden, der 1927 als X5/CF1 von der Kävlinge–Barsebäcks Järnväg (KjBJ Nr. 2) übernommen und ab 1933 als Xå 401 bezeichnet wurde, jedoch vor der Einführung des Nummernsystems 1937 ausgemustert und an die Helsingborg–Hässleholms Järnväg (HHJ) verkauft wurde.
Nach 1945 wurden alle Elektrotriebwagen mit a bezeichnet, bei den Triebwagen mit Verbrennungsmotor wurde auf eine Buchstabenkennzeichnung verzichtet.

## Baureihensystem ab 1956
Durch die europaweite Abschaffung der 3. Klasse in der Personenbeförderung wurde bei allen Personenwagen der Buchstabe C für die dritte Klasse durch den Buchstaben B für die 2. Wagenklasse ersetzt.

## Baureihensystem ab 1958
Ende der 1940er und Anfang der 1950er Jahre wurden zahlreiche Privatbahnen übernommen. Dadurch kamen viele kleinere Motorlokomotiven in den Bestand von Statens Järnvägar, die alle mit dem Baureihenbuchstaben Z und einer zusätzlichen Nummer bezeichnet wurden. 1958 erfolgte eine Neueinteilung nach der Motorleistung der Lokomotiven.

## Baureihensystem ab 1970
1970 wurde das heute gültige System eingeführt.
Zuvor wurde der Kennbuchstabe X für Triebwagen mit normalen Puffern und Schraubenkupplung verwendet. Eine Ausnahme bildeten lediglich die Triebwagen Xoa6, die eine automatische Kupplung besaßen, die nur zwischen den Triebwagen dieses Typs funktionierte. Für den X1 galt dies ebenso, jedoch wurden diese Fahrzeuge nur in das System 1970 einsortiert.
Änderungen:
- X = „Triebwagen“ – entfiel als Bezeichnung für Triebwagen und gilt seither mit angehängter Ziffer für Elektrotriebwagen: Beispiel: X2
- Y = „Schienenbus“ – entfiel als Bezeichnung für Schienenbus und gilt seither mit angehängter Ziffer für Dieseltriebwagen: Beispiel: Y1

Die Zusatzbezeichnung für Unterbauarten
- a = Elektrisch angetriebener Schienenbus oder Triebwagen
- o = Drehgestellwagen

wurden abgeschafft.
Beispiele:
- 1.-Klasse-Wagen: A2, A7
- 1./2.-Klasse-Wagen: AB3, AB7, AB9
- 2.-Klasse-Wagen mit Gepäckabteil: BF4, BF7
- 2.-Klasse-Wagen mit Gepäck- und Speiseabteil: BFS9
- Post- und Gepäckwagen: DF28
- Triebwagen oder Schienenbus mit Dieselmotor: Y1, Y2, Y7, Y31
- Triebwagen oder Schienenbus mit Elektromotor: X1, X2, X16, X55
- Schienenbus mit Dieselmotor und Gepäckraum: YF1
- Elektrischer Triebwagen für Schmalspur 891 mm: X7p, X10p
- Mittelwagen mit 1. Klasse: UA2
- Mittelwagen mit 2. Klasse und Bistro-Abteil: URB2
- Schienenbusbeiwagen mit 2. Klasse und Gepäckabteil: UBF
- Diesellokomotive: T21, T44, T45, Td
- Kleinlokomotive: Z65, Z70
- Kleinlokomotive für Schmalspur 1093 mm: Z4tu
- Elektrolokomotive mit einer Geschwindigkeit von 160 km/h: Rc3P

## Allgemein
Es gibt keine allgemein gültiges Bezeichnungssystem für Lokomotiven in Schweden. Jedem Fahrzeugeigner ist es freigestellt, die Fahrzeuge nach seinen Vorstellungen zu benennen. Viele kleinere Privatbahnen haben nie ein Bezeichnungssystem eingeführt, obwohl Svenska Järnvägsföreningen (deutsch „der schwedische Eisenbahnverband“) ein System für Privatbahnen geschaffen hatte. Mit der Verstaatlichung dieser Privatbahnen kam das Bezeichnungssystem der SJ zur Anwendung.
Dieses Bezeichnungssystem hat sich im Laufe der Zeit verändert. Das Staatsbahnsystem wurde mehrmals komplett neu gestaltet. Zuletzt wurde es 1970 nach der Deregulierung überarbeitet. Einige der neuen Anbieter auf den schwedischen Strecken wie Hector Rail bauten völlig eigene Systeme auf, während andere wie Green Cargo weiterhin das System der SJ verwenden.
Dies führt dazu, dass gleiche Lokomotivbauarten mehrere unterschiedliche Bezeichnungen haben können. So wurden Rc-Lokomotiven in den 1970er Jahren nach Österreich exportiert. Dort wurden sie bei den Österreichischen Bundesbahnen als Baureihe 1043 bezeichnet. Als sie später zurückgekauft wurden, erhielten sie die Bezeichnung SJ Rc2.
Bei den Personenwagen ist das System einheitlich. 1.-Klasse-Wagen werden mit A, 2.-Klasse-Wagen mit B sowie Kombinationen daraus oder mit Gepäckwagen entsprechend bezeichnet. Bei Güterwagen ist das System aus den 1960er Jahren internationaler Standard.